# Wizard (revista)
.
Wizard foi uma revista mensal informativa sobre o mercado das Histórias em Quadrinhos. Era uma publicação americana da editora Wizard Press (atual Wizard Entertainment Group), que se tornou uma das principais referências para quem trabalha no mercado. 
Em Janeiro de 2011, foi anunciado pela Wizard Entertainment Group que a revista seria cancelada e transformada em site de notícias.
Outras revistas da empresa também foram canceladas: Toyfare (dedicada a brinquedos), Anime Insider (dedicada a anime e mangá) e Toy Wishes (também dedicada a brinquedos, só que de forma mais abrangente).

## No Brasil
A Wizard foi publicada por três editoras no Brasil, a última editora foi a Panini Comics, a mesma editora que detém os direitos de publicação dos personagens da Marvel Comics e DC Comics no país. 

### Editora Globo
Entre 1996  e 1997, a Editora Globo publicou a primeira versão da Wizard brasileira, que durou 15 edições. Editada por Leandro Luigi Del Manto, a revista marcou época por oferecer uma linguagem descontraída e mesclar informações de lançamentos do mercado de quadrinhos internacional e brasileiro, além de matérias e entrevistas exclusivas. Muitas capas da edição brasileira da Wizard pela Editora Globo foram produzidas por artistas brasileiros, como a # 1 (Roger Cruz), # 5 (Mike Deodato) e # 12 (Sergio Cariello). Com o cancelamento da revista na edição # 15, Leandro Luigi Del Manto e alguns colaboradores (Sérgio Codespoti, Maurício Muniz e Edson Diogo) criaram um site de informações sobre quadrinhos, cinema e TV chamado Área-51.

A coluna "Guia de Preços" escrita por Edson Diogo daria origem anos mais tarde ao site Guia dos Quadrinhos, site que tem o objetivo de catalogar todos os quadrinhos publicados no Brasil.
Na época a editora publicava alguns títulos da Image Comics (Gen¹³, Wildcats, Cyberforce, Strykeforce e Witchblade), entretanto todos foram cancelados.

### Hangar 18
A segunda versão teve somente 1 edição e foi publicada pela editora Hangar 18.
Nessa única edição a revista possuia o formato 20,5 X 26,5 cm e trazia uma HQ baseada na série de TV Buffy, a Caça-Vampiros.
O nome e o logotipo da editora Hangar 18 faziam alusões ao site Area-51, onde os editores Leandro Luigi Dal Manto e Maurício Muniz e a dupla Sérgio Codespoti e Sidney Gusman (do site Universo HQ) colaboravam, Dal Manto havia sido editor da primeira versão da revista na Editora Globo.[carece de fontes?]

### Panini Comics
Na sua terceira versão pela Panini Comics lançada em Outubro de 2003, a publicação apresentou entrevistas com os principais artistas e roteiristas do mercado americano, previews de publicações e notícias sobre cinema e vídeo, além de histórias completas no seu conteúdo. A partir da edição 30 (Março de 2006), a revista passou a ser impressa em papel pisa brite (um tipo de papel-jornal) lombada canoa (com grampos), ao invês da lombada quadrada. Após uma disputa judicial com o Wizard, curso de idiomas homônimo, a Wizard-Brasil foi proibida de usar o nome original da revista americana. O número 37 da revista foi publicada pela Panini com um novo nome Wizmania (embora tenham cogitado até o nome Wizzing Comics).
Em Dezembro de 2006, a Panini publicou o livro "Aprendendo a desenhar com os maiores mestres internacionais", embora a edição brasileira não faça menção a revista Wizard, o livro é uma publicação da Wizard Entertainment Group. O livro traz lições de vários desenhistas de quadrinhos uma introdução do também desenhista e editor da Marvel Comics, Joe Quesada. Na Panini, revista foi editada inicialmente por Sidney Gusman e depois por Levi Trindade. Sob o título de Wizmania foram lançadas em 2008 pela Panini dois spin-offs, Wizmania Preview e Wizmania Especial, ambas tiveram apenas uma edição. Em Março 2009, a revista foi cancelada. Atualmente, a Wizmania pode ser acessada através de um blog hospedado no site oficial da Panini, o blog tornou-se um canal de divulgação da editora, algo que também já havia ocorrido com o site da também extinta revista Henshin da Editora JBC.